# Marca di Torino
La Marca di Torino (detta anche Marca di Susa o Marca Arduinica) fu un circoscrizione territoriale del Regno d'Italia e del Sacro Romano Impero, creata per gestire il vuoto di potere sorto con la fine della dominazione Anscarica insieme alle altre marche orbertenga ed aleramica.

## Storia
La Marca di Torino fu fondata nel 941 dal re Ugo di Provenza, che ne nominò marchese Arduino il Glabro, il quale combatté i Saraceni che si erano insediati nella Valle di Susa, occupando quei territori. Dal 962 Arduino si fregiò del titolo marchionale di Torino e Susa.
Il principale marchese arduinico fu Olderico Manfredi II, che gestì la marca nel momento di maggior potenza ed estensione territoriale. Sua figlia Adelaide di Susa sposò Oddone di Savoia e il dominio sulla regione passò così ai Savoia. Dato che Oddone morì quando i figli erano ancora minori, Adelaide resse di fatto la marca, sia pure con la collaborazione dei figli maschi, fino alla sua morte nel 1091.
Nel 1076 l'imperatore Enrico IV di Franconia nominò suo figlio Corrado di Lorena marchese di Torino in giovane età (era figlio di Berta di Savoia, figlia di Adelaide di Susa, quindi erede del titolo); tuttavia, il suo potere fu più nominale che effettivo.

## Marchesi
- 962 – 977 Arduino il Glabro
- 977 – 1000 Olderico Manfredi I
- 1000 – 1034 Olderico Manfredi II
- 1034 – 1091 Adelaide
- 1037 – 1038 Ermanno IV di Svevia
- 1041 – 1045 Enrico del Monferrato
- 1046 – 1057 Oddone di Savoia
- 1057 - 1078 Pietro I di Savoia
- 1078 - 1080 Amedeo II di Savoia
- 1080 - 1091 Federico di Montbéliard (marito di Agnese, figlia di Pietro).

### Conte di Torino
Sul territorio di Torino fu appoggiato, nel 1870, il titolo di conte concesso al principe Vittorio Emanuele di Savoia-Aosta.

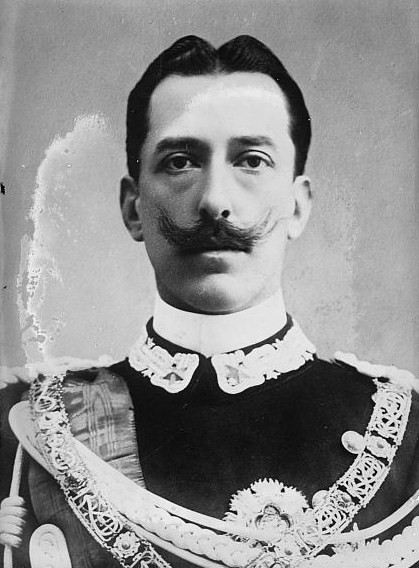
Il conte di Torino, Vittorio Emanuele di Savoia-Aosta.